# Kimberly Whitson
Kimberly Whitson (Palo Alto, 20 novembre 1993) è un'ex pallavolista statunitense.
Giocava nel ruolo di palleggiatrice.

## Carriera
La carriera di Kimberly Whitson inizia nei tornei scolastici californiani, giocando per la Palo Alto High School. Dopo il diploma gioca per la University of the Pacific nella NCAA Division I dal 2012 al 2015. Nella stagione 2016-17 firma il suo primo contratto professionistico col PTSV Aachen, nella 1. Bundesliga tedesca, dove tuttavia gioca solo fino a dicembre, terminando così la propria carriera.